# Asian School Girls
Pour plus de détails, voir Fiche technique et Distribution.
Asian School Girls est un film d'action américain de 2014, produit par The Asylum et réalisé par Lawrence Silverstein. Le film met en vedette Minnie Scarlet, Sam Aotaki, Catherine Hyein Kim, Devin Lung et Belle Hengsathorn.

## Synopsis
Quatre écolières asiatiques sont droguées et violées par un syndicat du crime de Los Angeles. Lorsque l’une d’elles se suicide, les trois autres complotent un plan contre le syndicat pour venger sa mort. Elles prennent des emplois de strip-teaseuses afin d’acquérir des armes d’une valeur de 5 000 $ et de se rapprocher de leurs cibles, puis elles se lancent dans une vengeance meurtrière.

## Distribution
- Sam Aotaki : Hannah
- Catherine Hyein Kim : May
- Minnie Scarlet : Vivian
- Belle Hengsathorn : Suzy
- Andray Jackson : Jack
- Alan Pietruzewski : Bannion
- Andrew Callahan : Wes
- John C. Epperson : Martin
- Kevin Ging : Gary
- Xin Sarith Wuku : Ray
- Lucas Davis : Steve
- Devin Schultz : Wu Hung
- William Thomas Jones : Charles
- Roger Lim : Mr. Kang
- Rich Grosso : Rex
- Jeff Houkal : Rocco